# Louis Pilot
Louis Pilot (Esch-sur-Alzette, 11 november 1940 – Sellingen, 16 april 2016) was een profvoetballer uit Luxemburg, die gedurende zijn actieve loopbaan speelde als middenvelder. Nadien begon hij een carrière als voetbalcoach. Hij was zes jaar (1978-1984) bondscoach van Luxemburg. Ter gelegenheid van het 50-jarige jubileum van de Union of European Football Associations (UEFA) werd hij op 29 november 2003 uitverkoren tot Luxemburgs beste speler ooit.

## Clubcarrière
Pilot begon zijn actieve voetbalcarrière in zijn vaderland Luxemburg bij CS Fola Esch en speelde vanaf 1961 clubvoetbal in België, onder meer bij Standard Luik en FC Antwerp. Met Standard won hij vijf landstitels (1961, 1963, 1969, 1970,1971 ) en tweemaal de Belgische beker (1966, 1967).

## Interlandcarrière
Pilot kwam in totaal vijftig keer uit voor het Luxemburgs nationaal elftal en scoorde zeven keer in ruim zeventien jaar als international. Pilot maakte zijn debuut op 11 november 1959 in het olympisch kwalificatieduel in Dijon tegen Frankrijk (1-0 nederlaag). Zijn vijftigste en laatste interland speelde hij op 26 mei 1977 in Luxemburg tegen Finland (0-1).

## Erelijst
- Belgisch landskampioen

1961, 1963, 1969, 1970, 1971
- Belgische beker

1966, 1967
- Luxemburgs Sportman van het Jaar

1968, 1969
- UEFA Jubilee Award

2003
- Monsieur Football

1966, 1970, 1971, 1972
- Topscorer Nationaldivisioun

1960 (18 goals)